# Ralph Kerr
Ralph Kerr (ur. 16 sierpnia 1891 w Newnham on Severn, zm. 24 maja 1941 w Cieśninie Duńskiej) – brytyjski wojskowy, oficer Royal Navy, ostatni dowódca krążownika liniowego „Hood”, zginął wraz z okrętem podczas bitwy w Cieśninie Duńskiej.

## Życiorys
Ralph Kerr był najmłodszym synem podpułkownika Russella Kerra. Do Royal Navy wstąpił w 1904 roku. W 1914 roku został promowany do stopnia porucznika (Lieutenant). Podczas I wojny światowej służył między innymi na pokładzie pancernika „Benbow”, okrętu flagowego admirała Dovetona Sturdee w bitwie jutlandzkiej. W 1918 roku otrzymał swoje pierwsze dowództwo: na niszczycielu „Cossack”. W 1920 roku ożenił się z Margaret Augustą Kerr, mieli dwoje dzieci: syna Russela (zginął w 1945 roku na froncie birmańskim) oraz córkę Jane.
W 1927 roku otrzymał awans do stopnia komandora porucznika (Commander). W kolejnych latach dowodził niszczycielami „Windsor”, „Thruster” oraz „Decoy”. Awansowany w 1935 roku do stopnia komandora (Captain), został dowódcą 21. Flotylli Niszczycieli, następnie starszym oficerem Floty Rezerwowej i szefem sztabu dowódcy 10. Dywizjonu Krążowników. W 1937 roku został mianowany dowódcą 8. Flotyllą Niszczycieli, na liderze „Duncan”, lecz rozkaz został odwołany zanim objął funkcję. Po ukończeniu kursów, powrócił do służby na niszczycielach, w 2. i 15. Flotylli. W pierwszych miesiącach wojny pełnił funkcję sztabową w Rosyth.
15 lutego 1941 roku objął dowodzenie krążownikiem liniowym „Hood”, przebywającym wówczas w stoczni remontowej. Od marca prowadził na okręcie patrole na północnym Atlantyku i odbywał ćwiczenia artyleryjskie. Podczas operacji przeciwko niemieckiemu pancernikowi „Bismarck” dowodził „Hoodem” jako okrętem flagowym admirała Lancelota E. Hollanda. 24 maja 1941 roku, w Cieśninie Duńskiej, jego okręt zatonął po eksplozji komór amunicyjnych, wraz z 1415 osobami z załogi, w tym admirałem Hollandem i komandorem Kerrem. Uratowano jedynie trzech marynarzy.
W 1940 roku Ralph Kerr został komandorem Orderu Imperium Brytyjskiego. Pośmiertnie był wymieniony w sprawozdaniu. Jego nazwisko znajduje się na Portsmouth Naval Memorial.